# Chiroptérologie
La chiroptérologie est la discipline scientifique qui étudie les chauves-souris, ou Chiroptera. C’est une sous-discipline de la mammalogie, elle-même sous-discipline de la zoologie. Le mot chiroptérologie découle du mot chiroptère qui signifie littéralement « mains ailées ».
Cette branche de la mammalogie est pratiquée par les chiroptérologues.

## Etymologie
Le terme chiroptère dérive du grec ancien : il est composé de chiro et de ptère, empruntés respectivement aux noms grecs χείρ / kheir (« main ») et πτερόν / ptéron (« aile », ordinairement pluriel : τὰ πτερά / ta ptéra, « les ailes », car le singulier signifie plutôt « la plume »), ce qui donne, étymologiquement, le substantif composé kheiroptera.

## Chiroptérologues
- Catégorie:Chiroptérologue

## Galerie

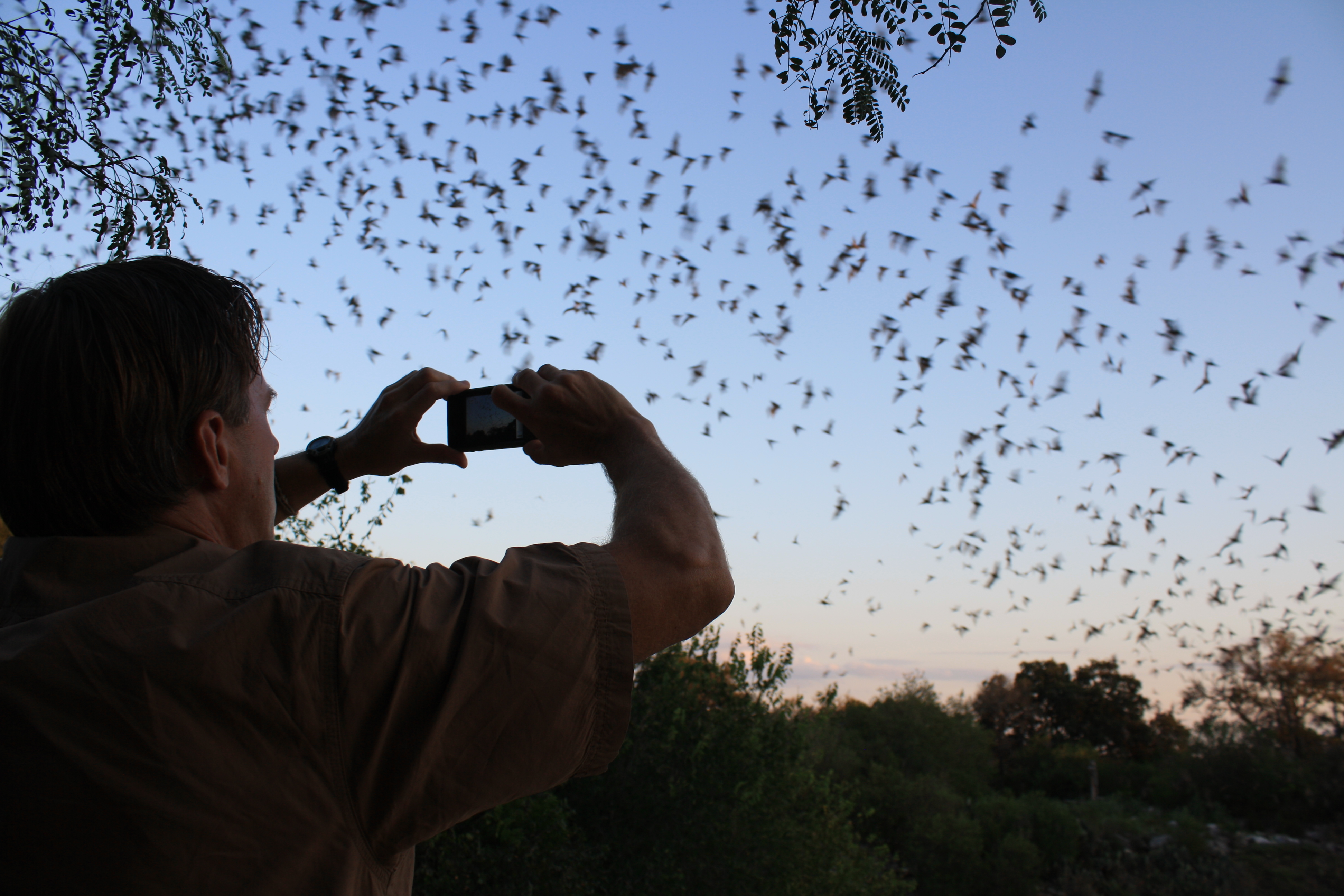
Envol.
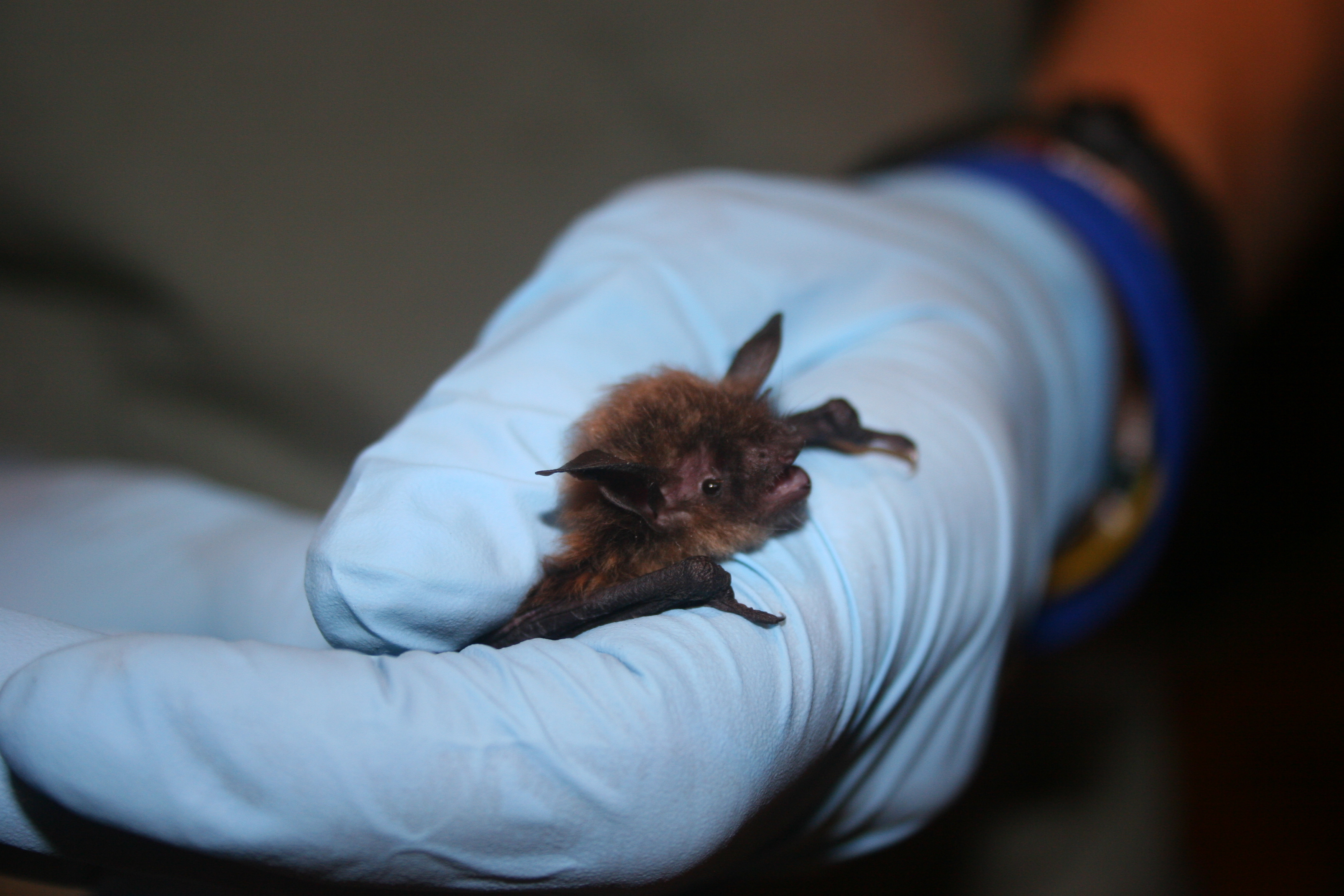
Dans la main...
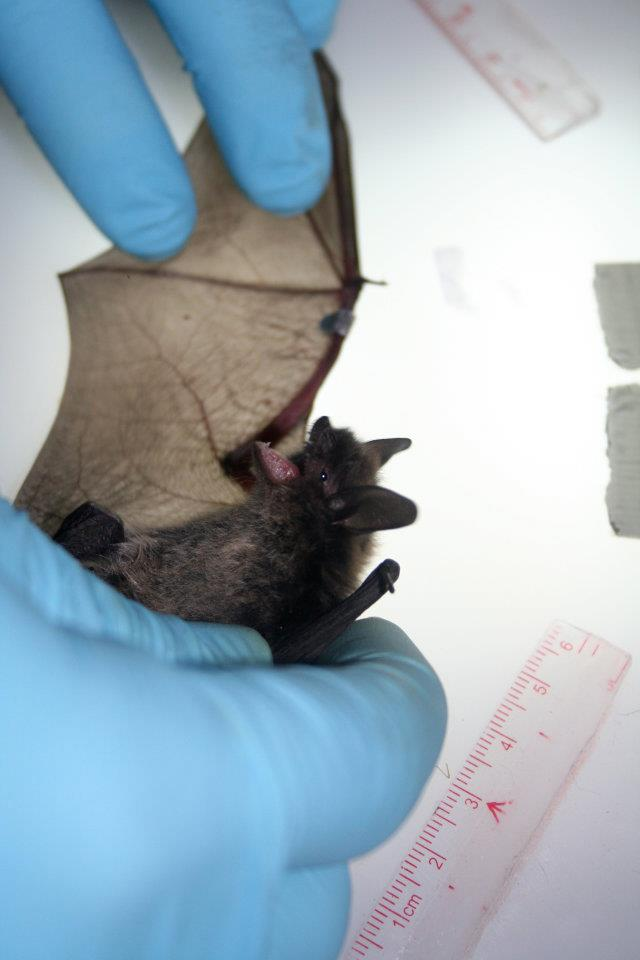
Inspection de l'aile.
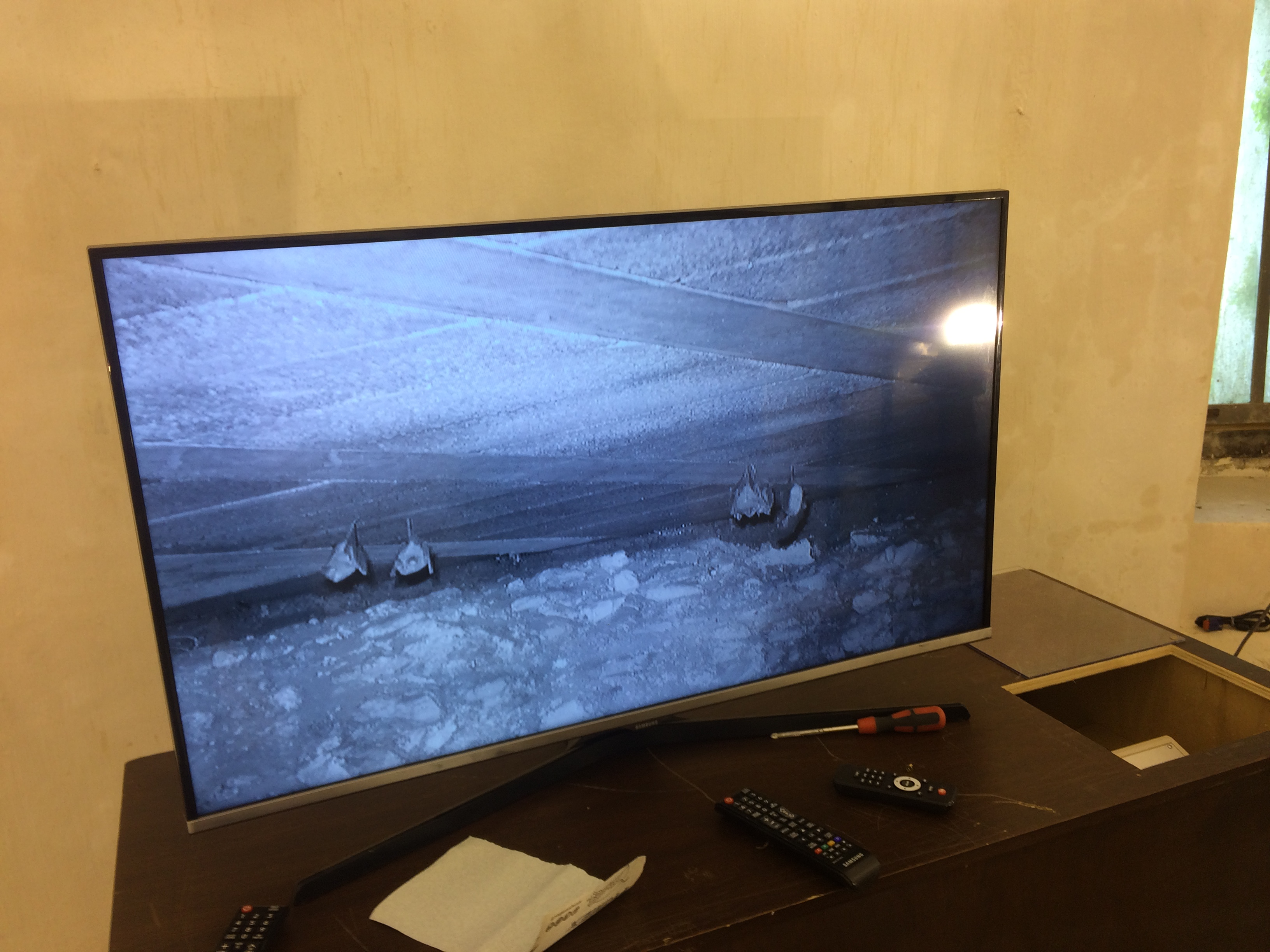
Ecran de surveillance.